# Otro trastorno disociativo especificado

Otro trastorno disociativo especificado (OTDE en español, OSDD en inglés) es un diagnóstico de salud mental para la disociación patológica que coincide con los criterios del DSM-5 para un trastorno disociativo, pero no cumple aún con criterios suficientes para otros trastornos disociativos (trastorno de identidad disociativo, amnesia disociativa, y trastorno de despersonalización/desrealización) y se especifican los motivos. El "trastorno disociativo no especificado" es cuando el profesional no da un motivo. La Clasificación Internacional de Enfermedades (CIE-10) se refería al diagnóstico como "Otros trastornos disociativos y de conversión". En la edición anterior del Manual diagnóstico y estadístico de los trastornos mentales (DSM-IV), se lo conocía como "trastorno disociativo no especificado" (DDNOS en inglés, dissociative disorder not otherwise specified).
Los ejemplos de OTDE incluyen —pero no se limitan a— síndromes crónicos y recurrentes de síntomas disociativos mixtos (condiciones similares al trastorno de identidad disociativo), alteración de la identidad debido a una persuasión coercitiva intensa y prolongada, reacciones disociativas agudas a eventos estresantes y trance disociativo.

## Evolución del concepto
OTDE fue oficialmente adoptado en el DSM-V, publicado en 2013, junto a un No Especificado para reemplazar al DDNOS.
Los motivos del OTDE fue debido a que el concepto anterior (DDNOS en inglés) era el trastorno disociativo más frecuente, hasta en el 40% de los casos de cualquier trastorno disociativo. A menudo tiene comorbilidad con otras condiciones como el trastorno de estrés postraumático complejo, el trastorno depresivo mayor, el trastorno de ansiedad generalizada, los trastornos de la personalidad, los trastornos por uso de sustancias y los trastornos alimentarios.
No existen actualmente medicamentos que traten los síntomas disociativos directamente; sin embargo, las condiciones disociativas en general responden bien a la psicoterapia.

## Criterios
Se enlistan cuatro ejemplos de OTDE en el DSM-V. El OTDE es una categoría general para cualquier presentación disociativa que causa problemas en el funcionamiento, pero que no cumpla con los criterios de diagnóstico de ninguno de los otros trastornos disociativos y, por lo tanto, los ejemplos dados no son las únicas presentaciones posibles del OTDE. El OTDE solo se diagnostica cuando 1) se sabe que no hay otro trastorno disociativo presente; 2) si el diagnóstico aún se está aclarando, o 3) si no hay tiempo suficiente para hacer un diagnóstico informado (por ejemplo, en una sala de emergencias), se puede dar un diagnóstico de trastorno disociativo no especificado.

### OTDE tipo 1
El OTDE-1 se diagnostica cuando una persona padece un trastorno de identidad disociativo sub-umbral (TID), específicamente si el clínico usa el DSM-V, pues la CIE-11 describe el mismo síndrome como "trastorno de identidad disociativo parcial". El DSM establece que "Esta categoría incluye alteraciones de la identidad asociadas con discontinuidades menos marcadas en el sentido de sí mismo y de la capacidad de acción, o alteraciones de la identidad o episodios de posesión en un individuo que no informa amnesia disociativa".
El OTDE tipo 1, se puede dividir en dos subtipos principales: OTDE-1a y OTDE-1b. La OTDE-1a suele describirse como TID, pero con alters (partes de identidad disociadas) menos diferenciados que el TID. OTDE-1b se describe como TID pero sin amnesia recurrente.

### OTDE tipo 2
El tipo OTDE-2 describe un trastorno de perturbación de identidad causado por una "persuasión coercitiva prolongada e intensa". El DSM da ejemplos de “lavado de cerebro, reforma del pensamiento, adoctrinamiento en cautiverio, tortura, prisioneros políticos de larga duración, reclutamiento por sectas o cultos u organizaciones terroristas”. Como resultado, las personas con este tipo de OTDE experimentan cambios angustiantes en su identidad y/o cuestionamientos sobre la misma.

### OTDE tipo 3
El OTDE-3 se diagnostica cuando una persona experimenta reacciones disociativas agudas ante eventos estresantes. Estas reacciones duran desde unas pocas horas hasta semanas, pero normalmente menos de un mes. Los trastornos disociativos se caracterizan por una “constricción de la conciencia”, incluyendo “despersonalización, desrealización, alteraciones perceptivas (p. ej., enlentecimiento del tiempo, macropsia), microamnesias, estupor transitorio y/o alteraciones del funcionamiento sensoriomotor (p. ej., analgesia, parálisis)”.

### OTDE tipo 4
El OTDE-4 se caracteriza por un trance disociativo; "un estrechamiento agudo o pérdida completa de la conciencia del entorno inmediato que se manifiesta como una profunda falta de respuesta o insensibilidad a los estímulos ambientales". El DSM especifica que "El trance disociativo no es una parte normal de una práctica cultural o religiosa colectiva ampliamente aceptada".
En la CIE-11, esta condición justifica un diagnóstico separado, el trastorno de trance.